# Who I Am (singolo Nick Jonas & the Administration)
Who I Am è un brano musicale di Nick Jonas & the Administration, pubblicato come primo singolo estratto dall'omonimo album di debutto del gruppo. Il singolo è stato pubblicato in versione digitale il 3 dicembre 2009, mentre su supporto fisico il 18 gennaio 2010.

## Il Video
Il video di Who I Am, girato completamente in bianco e nero, è stato diretto da Tim Wheeler. Il video vede Nick Jonas & the Administration esibirsi nel brano, mentre vengono mostrate varie persone che attraverso dei cartelli rivelano un aspetto di sé. Lo stesso Nick Jonas compare in tre occasioni mostrando ogni volta un cartello differente: "brother" ("fratello", in riferimento ai Jonas Brothers), "diabetic" ("diabetico") e "just me" ("semplicemente io").

## Tracce
Promo - CD-Single Hollywood - (UMG)
1. Who I Am - 3:39